# Tarnac, magasin général
Tarnac, magasin général est un essai français écrit par David Dufresne, paru en 2012 aux éditions Calmann-Lévy et depuis réédité en poche par Fayard.

## Résumé
L'auteur  réalise son enquête et décortique l'affaire Tarnac de l'intérieur.

## Distinctions
Tarnac, magasin général a reçu le prix des Assises du journalisme 2012 à Poitiers. Il a été récompensé du titre de « meilleur ouvrage de l’année éclairant la pratique du métier dans la catégorie “Journaliste” ».